# Australobius magnus
Australobius magnus är en mångfotingart som först beskrevs av Trozina 1894.  Australobius magnus ingår i släktet Australobius och familjen stenkrypare.

## Underarter
Arten delas in i följande underarter:
- A. m. magnus
- A. m. pleodonta